# Abutilon inaequilaterum
Abutilon inaequilaterum är en malvaväxtart som beskrevs av A. St.-hil.. Abutilon inaequilaterum ingår i släktet klockmalvor, och familjen malvaväxter. Inga underarter finns listade i Catalogue of Life.